# オットー・フォン・ノルトハイム
オットー・フォン・ノルトハイム（Otto von Nordheim, 1020年頃 - 1083年1月11日）は、中世ドイツのザクセン地方出身の貴族。ノルトハイム伯。バイエルン大公（オットー2世、在位：1061年 - 1070年）。

## 生涯
1061年、幼少のローマ王ハインリヒ4世の摂政であったアグネスは、自身の保持していたバイエルン大公位をオットーに与えた。1062年4月、ケルン大司教アンノが12歳であったハインリヒ4世を誘拐し帝国の実権を握ったが、オットーはこのアンノによる国王の誘拐を事前に了解していたとされる。1063年にはハンガリーに出陣し、オットーはハンガリー王の甥シャラモンを支持しハンガリー王ベーラ1世と戦った。その結果ベーラ1世は敗死、シャラモンがハンガリー王として即位した。オットーはこの功により、シャラモンの王母アナスタシヤからハンガリーの財宝「フン族の大王アッチラの剣」といわれるサーベルを授与された。
1065年、ハインリヒ4世は親政を開始し、失われた王領地の回復にあたった。その中で、オットーのザクセンの所領がハインリヒの王領地拡張政策にとって障害となり、オットーはハインリヒ4世と対立することとなった。オットーはハインリヒ4世暗殺を計画したと告発され、決闘を挑まれた。しかし、オットーはこの決闘に応じず、このため1070年、バイエルン大公位および領地を取り上げられ、大公位はオットーの女婿であったヴェルフ1世に与えられた。これに対しオットーは、ザクセン大公の子マグヌス・ビルングと同盟し、ハインリヒ4世に対し反乱を起こしたものの、1071年初めに降伏し拘束された。しかし翌1072年には解放され、帝国授封領を除く領地が返還された。
1073年、ザクセン貴族は国王ハインリヒ4世に対し反乱を起こし（ザクセン戦争）、オットーはザクセン貴族の指導者の一人となった。ザクセン軍は常に王軍を圧倒し、1074年にザクセン勢はザクセン内の王の城の破却など優位な条件でハインリヒ4世と和議を結んだ。これに対し、ハインリヒ4世は城の破却をなかなか実行せず、これにザクセン農民およびオットーをはじめとする一部のザクセン貴族が反発し、1075年再びハインリヒ4世に対して反乱を起こした。しかし、今度は王軍がザクセン軍より優位に立ち、1075年10月、ゾンダースハウゼンの戦いにおいてザクセン軍は敗れた。オットーは捕えられたものの、のち赦され、1070年に取り上げられた帝国授封領のうちバイエルン大公国を除く領地が再び授けられた上、ザクセン総督となりハインリヒの王領地拡張政策を継続していくこととなった。
1077年、ルドルフ・フォン・ラインフェルデンがドイツ対立王に選ばれ、オットーはザクセンにおいてルドルフを支持した。1080年に対立王ルドルフとオットーは、ハインリヒ4世とエルスター河畔で争い、ルドルフは戦いで受けた傷がもとで死去した。翌年に選出された対立王ヘルマン・フォン・ザルムを引き続きオットーは支えたが、1083年オットーは死去した。

## 子女
エッツォ家シュヴァーベン大公オットー2世の娘でヴェルル伯ヘルマン3世の寡婦リヒェンツァと結婚、以下の子女がいる。
- ハインリヒ・デア・フェテ（1055年 - 1101年） - ゲルトルート・フォン・ブラウンシュヴァイクと結婚した。二人の間の娘リヒェンツァは神聖ローマ皇帝ロタール3世妃となり、ロタール3世にオットー・フォン・ノルトハイムの領地およびブルノン家の領地をもたらした。
- クーノ（? - 1103年） - バイヒリンゲン伯、ヴァイマル＝オーラミュンデ伯オットー1世娘クニグンデと結婚した。
- ジークフリート3世（? - 1107年） - ボイネブルク伯
- オットー2世 - ノルトハイム伯
- イダ（? - 1083年） - ヴェッティン伯ティモと結婚、マイセン辺境伯コンラート1世の母。
- エテリンデ - 1062年にヴェルフ1世と結婚したが、1070年に離婚。ヴェルフ1世は岳父オットーの後にバイエルン公となった。1070年にカルヴェラーゲ伯ヘルマン1世（ラーヴェンスベルク伯家の祖）と再婚。
- マティルデ - ヴェルル＝アルンスベルク伯コンラート2世（ドイツ語版）と結婚

## 引用
1. ↑  瀬原、p.293
2. ↑  瀬原、p.289
3. ↑  瀬原、p.304